# Rage Against the Machine
Rage Against the Machine, cunoscută și ca RATM sau Rage, a fost o formație rock americană din Los Angeles, California. Înființată în 1991, trupa constă din rapper-vocalistul Zack de la Rocha, basistul și back vocalistul Tim Commerford, chitaristul Tom Morello și bateristul Brad Wilk. Trupa s-a format pe baza inspirării din instrumentalul heavy metal-ului timpuriu, dar și din interpretările rap ale formațiilor Afrika Bambaataa, Public Enemy, the Beastie Boys și Urban Dance Squad. Rage Against the Machine este cel mai mult cunoscută pentru viziunile sale politice de stânga, care sunt exprimate în multe din piesele lor. Până în 2010, formația a vândut peste 16 milioane de înregistrări în întreaga lume.

## Membrii formației
- Zack de la Rocha – vocal (1991–2000, 2007–prezent)
- Tom Morello – chitară (1991–2000, 2007–prezent)
- Tim Commerford – chitară bas, back vocal (1991–2000, 2007–prezent)
- Brad Wilk – baterie, percuție (1991–2000, 2007–prezent)

## Discografie
- Rage Against the Machine (1992)
- Evil Empire (1996)
- The Battle of Los Angeles (1999)
- Renegades (2000)

## Premii și nominalizări
Rage Against the Machine a primit Premiile Grammy: Best Metal Performance pentru piesa lor "Tire Me" și Best Hard Rock Performance pentru "Guerrilla Radio". Formația de asemenea a fost nominaziată de trei ori la MTV Video Music Awards, dar nu l-a câștigat niciodată încă. În 2008, trupa a primit un premiu special "Hall of Fame" de la Kerrang!.
Premiile Grammy
| An   | Beneficiar                | Premiu                     | Rezultat     |
| ---- | ------------------------- | -------------------------- | ------------ |
| 1997 | "Tire Me"                 | Best Metal Performance     | Câștigat     |
| 1997 | "Bulls on Parade"         | Best Hard Rock Performance | Nominalizare |
| 1998 | "People of the Sun"       | Best Hard Rock Performance | Nominalizare |
| 1999 | "No Shelter"              | Best Metal Performance     | Nominalizare |
| 2001 | "Guerrilla Radio"         | Best Hard Rock Performance | Câștigat     |
| 2001 | The Battle of Los Angeles | Best Rock Album            | Nominalizare |
| 2002 | "Renegades of Funk"       | Best Hard Rock Performance | Nominalizare |

Premiile MTV Video Music
| An   | Beneficiar              | Premiu          | Rezultat     |
| ---- | ----------------------- | --------------- | ------------ |
| 1996 | "Bulls on Parade"       | Best Rock Video | Nominalizare |
| 1997 | "People of the Sun"     | Best Rock Video | Nominalizare |
| 2000 | "Sleep Now in the Fire" | Best Rock Video | Nominalizare |

Premiul NME
| An   | Beneficiar               | Premiu             | Rezultat |
| ---- | ------------------------ | ------------------ | -------- |
| 2010 | Rage Against the Machine | Heroes of the Year | Câștigat |

Premiul Kerrang!
| An   | Beneficiar               | Premiu       | Rezultat |
| ---- | ------------------------ | ------------ | -------- |
| 2008 | Rage Against the Machine | Hall of Fame | Câștigat |

Classic Rock Roll of Honour Awards
| An   | Beneficiar                            | Premiu            | Rezultat     |
| ---- | ------------------------------------- | ----------------- | ------------ |
| 2010 | Rage Against the Machine              | Band of the Year  | Nominalizare |
| 2010 | Christmas Number One and Free Concert | Event of the Year | Nominalizare |